# Epidapus espinosalus
Epidapus espinosalus är en tvåvingeart som beskrevs av Werner Mohrig och Jaschhof 1999. Epidapus espinosalus ingår i släktet Epidapus och familjen sorgmyggor. Inga underarter finns listade i Catalogue of Life.